# 更新乡 (天峨县)
更新乡，是中华人民共和国广西壮族自治区河池市天峨县下辖的一个乡镇级行政单位。

## 行政区划
更新乡下辖以下地区：
更新村、上福村、拉号村、东瓦村、斌亭村、上景村、纳特村、安亭村、新林村、文里村、加里村和边里村。